# Patrick Sensburg
Patrick Sensburg, född 25 juni 1971 i Paderborn, är en tysk politiker (CDU) och jurist.

## Biografi
Efter examen från gymnasiet 1991 slutade Sensburg sin militärtjänst. 1997 avslutade han sina juridiska studier. Efter jobbet som juridisk kontorist 1999 bestod han den andra statliga tentamen. Från 2000 till 2006 arbetade Sensburg som advokat som specialiserat sig på kommunal och lokal skattelagstiftning. Från 2006 till 2007 var han professor vid Federal Professional University School for Public Administration - BKA Criminal Investigation Department. Sedan 1 januari 2008 har Sensburg varit professor i allmän förvaltningsrätt, författningsrätt och europeisk rätt och kommunal lag vid universitetet i Nordrhein-Westfalen professionell universitetsadministration i Münster.
Sensburg har varit medlem i Bundestag sedan 2009.